# Коан-Мару (3184)
Коан-Мару (3184) — транспортне судно, яке під час Другої світової війни брало участь у операціях японських збройних сил на Тихому океані. 
Судно спорудили в 1924 році на верфі Osaka Iron Works для компанії Hiroumi Syozi. 
В якийсь момент судно реквізували для потреб Імперського флоту Японії. 
11 червня 1944-го «Коан-Мару» вийшло у складі конвою M-22 з острова Хальмахера (північна частина Молуккського архіпелагу) до Маніли. 14 червня в північній частині моря Сулавесі японський загін перехопив американський підводний човен USS Rasher, якому вдалось потопити "Коан-Мару". Загинуло 14 членів екіпажу.